# 티트리
티트리는 도금양목 도금양과에 속하는 상록교목이다. 늪지대에서 자라는 이 식물의 원산지는 오스트레일리아이며 뉴사우스웨일스주에서 자생한다. 높이는 약 6m까지 자라며, 줄기를 잘라내도 잘 자랄 만큼 생명력이 강하다.
호주 원주민들은 이 식물을 예전부터 알고 약의 용도로도 사용하고 있었으나, 서구권 탐험가 중 최초로 발견한 이는 1770년 영국의 탐험가인 제임스 쿡 선장이다. 항해로 지친 선원들의 비타민C 보충을 위해 식물학자 조셉 뱅크와 신선한 차를 찾던 도중 호주와 뉴질랜드 해안 일대에서 발견하였다. 티트리 나무 주변의 물이 붉은 갈색으로 변해있어 홍차와 비슷하다고 생각하여 차로 마시기 시작했고, 이것이 tea tree라는 이름의 유래가 되었다.
티트리는 오일의 형태로 증류하여 사용하는 경우가 많은데, 항균성과 항진균성 등의 효능이 있는 것으로 입증되었다. 제 2차 세계대전 중에는 피부창상의 치료제로서 열대지방 군인에게 지급되어 상처를 치료하는데도 쓰였다고 한다. 항균성, 항진균성이라는 효능 때문에 상처 소독제, 여드름 진정제, 무좀 치료제, 호흡기 질환 치료제 등 약제나 화장품의 형태로 다양하게 사용되고 있다. 피부가 민감할 경우 호호바 오일 등에 원액을 희석시켜 사용하는 것이 좋다.

## 갤러리

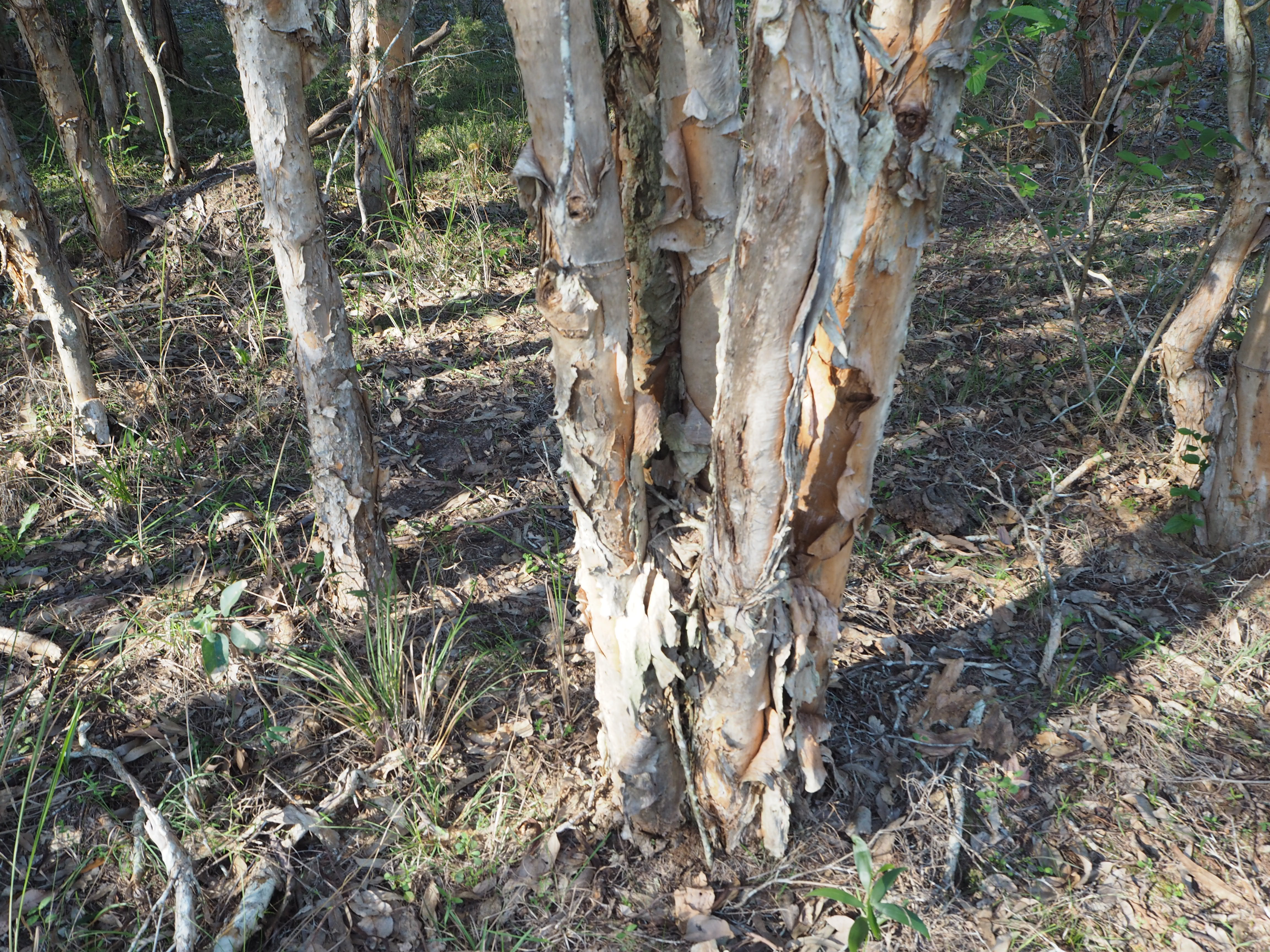
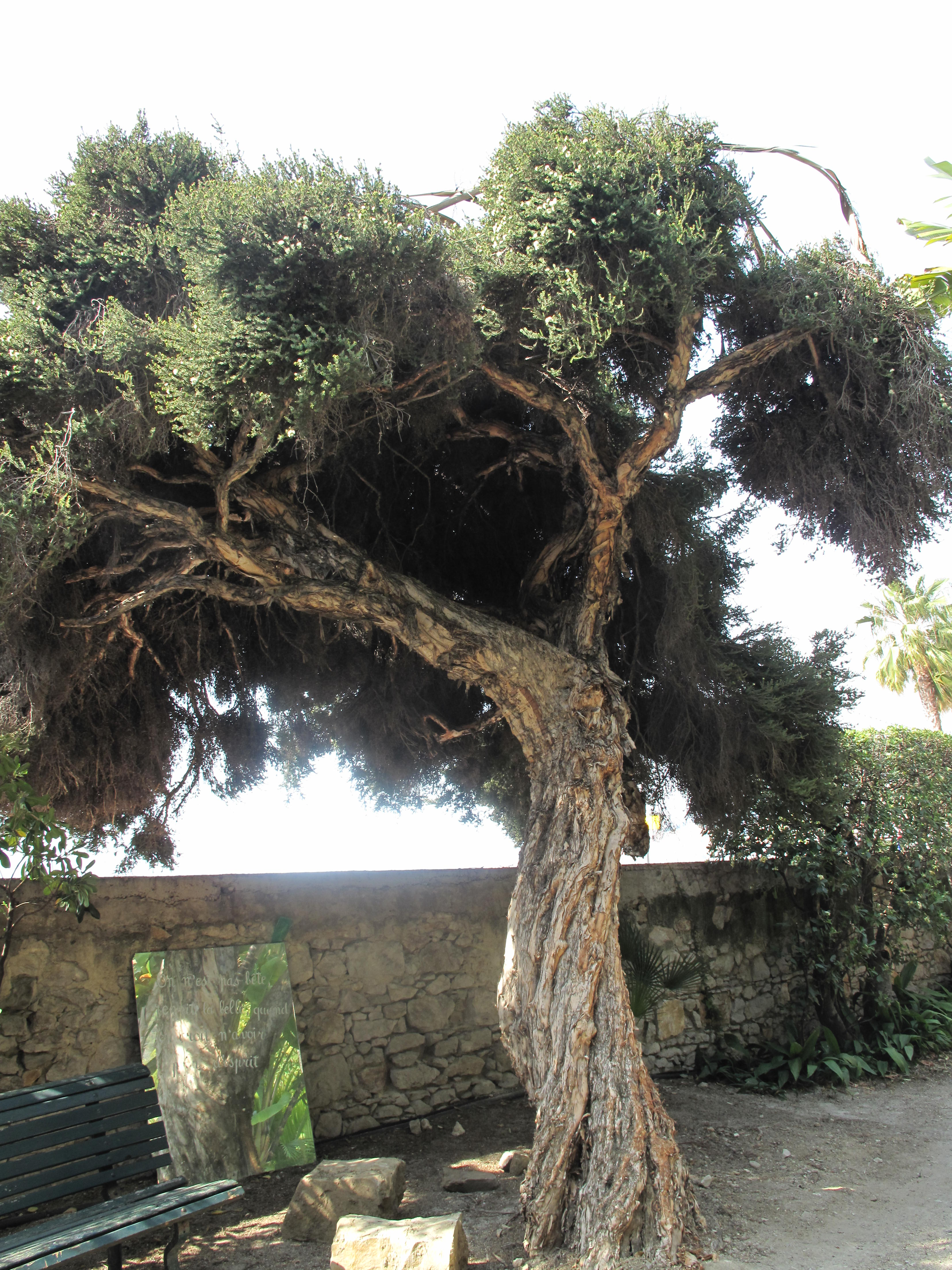
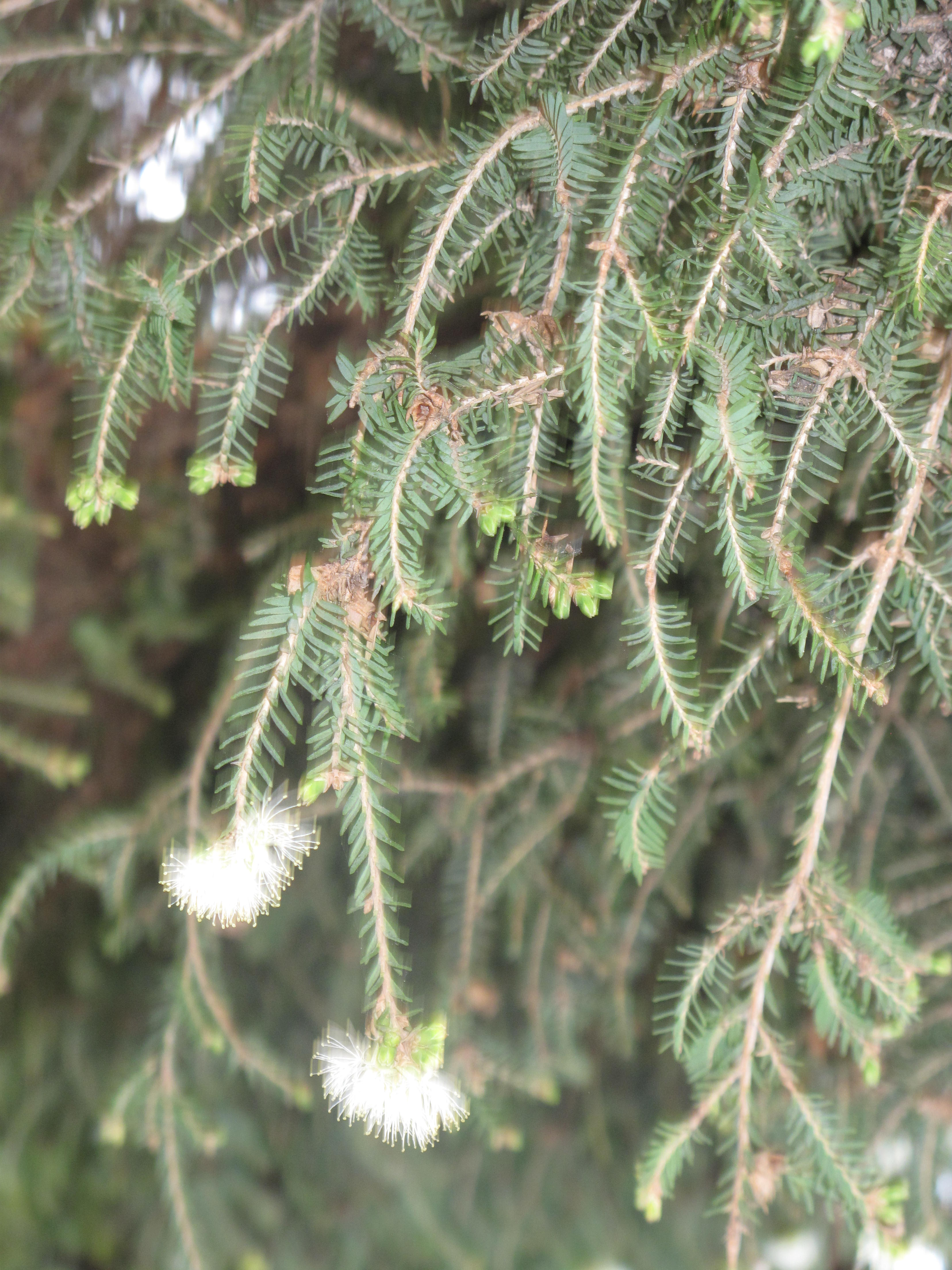
꽃